# Salies-du-Salat
Salies-du-Salat är en kommun i departementet Haute-Garonne i regionen Occitanien i södra Frankrike. Kommunen ligger i kantonen Salies-du-Salat som tillhör arrondissementet Saint-Gaudens. År 2022 hade Salies-du-Salat 1 737 invånare.

## Befolkningsutveckling
Antalet invånare i kommunen Salies-du-Salat
Referens:INSEE